# Луцій Аррунцій (консул 6 року)
Луцій Аррунцій (лат. Lucius Arruntius; 28 рік до н. е. — 37 рік н. е.) — політичний діяч Римської імперії, консул 6 року, талановитий красномовець свого часу. Володів багатством, видатними здібностями й популярністю у народі, вів гідне життя і займав положення одного з перших людей в державі.

## Життєпис
Походив з плебейського роду Аррунціїв. Син Луція Аррунція, консула 22 року до н. е. У 6 році н. е. став консулом разом з Марком Емілієм Лепідом. Незадовго до своєї смерті імператор Август сказав про Аррунція, що той гідний імператорської влади і якщо випаде нагода, осмілиться її захопити. Це стало причиною для недовірливого й підозрілого відношення імператора Тиберія до нього. Після смерті Августа, на засіданні сенату 17 вересня 14 року Аррунцій у числі інших сенаторів умовляв Тиберія прийняти імператорську владу. У 15 році Аррунцій був призначений куратором берегів та русла Тибру. Разом з колегою Атеєм Капітоном вніс до сенату пропозицію загатити притоки Тибру, але у зв'язку з протестами муніціпіїв та колоній вона була відхилена.
У 19 році Луцій Аррунцій відмовився захищати Гнея Пізона, звинуваченого в образі величі римського народу і вбивстві Германіка. У 21 році виступив на захист свого родича Луція Корнелія Сулли, якого преторій Корбулон звинуватив у нешанобливості.
У 24 році Тиберій призначив Аррунція намісником Тарраконської Іспанії, але з підозрілості не дав йому дозволу виїхати до провінції, тому протягом 10 років Аррунцій виконував обов'язки через легатів, залишаючись у Римі.
У 31 році за ініціативи ворожого йому префекта преторія Луція Елія Сеяна, Аррунцій був звинувачений Арузеєм та Санквінієм в образі величі римського народу, проте Тиберій виправдав його, а донощики понесли покарання.
Наступник Сеяна Серторій Макрон також перебував у ворожих відносинах з Аррунцієм. На початку 37 року він притягнув Аррунція до суду у справі Альбуцілли, як її коханця, й звинуватив в образі величі. Хвороба і близька смерть Тиберія дозволяли сподіватися на порятунок, однак від його спадкоємця Калігули Аррунцій чекав ще гіршого і, не чекаючи суду та вироку, наклав на себе руки.

## Родина
Дружина — Емілія
Діти:
- Павло Аррунцій
- Фавст Аррунцій
- Луцій Аррунцій Фурій Камілл Скрибоніан, консул 32 року н. е.